# Convolvulus canariensis
Espèce
Synonymes
- Convolvulus bourgaei Bolle[2]
- Convolvulus pallidus Salisb.[2]
- Convolvulus pannifolius Salisb.[2]
- Nemostima canariensis (L.) Raf.[2]
- Periphas pannifolius (Salisb. )Raf.[2]

Convolvulus canariensis est une espèce de plantes de la famille des Convolvulaceae, endémique des îles Canaries.

## Description

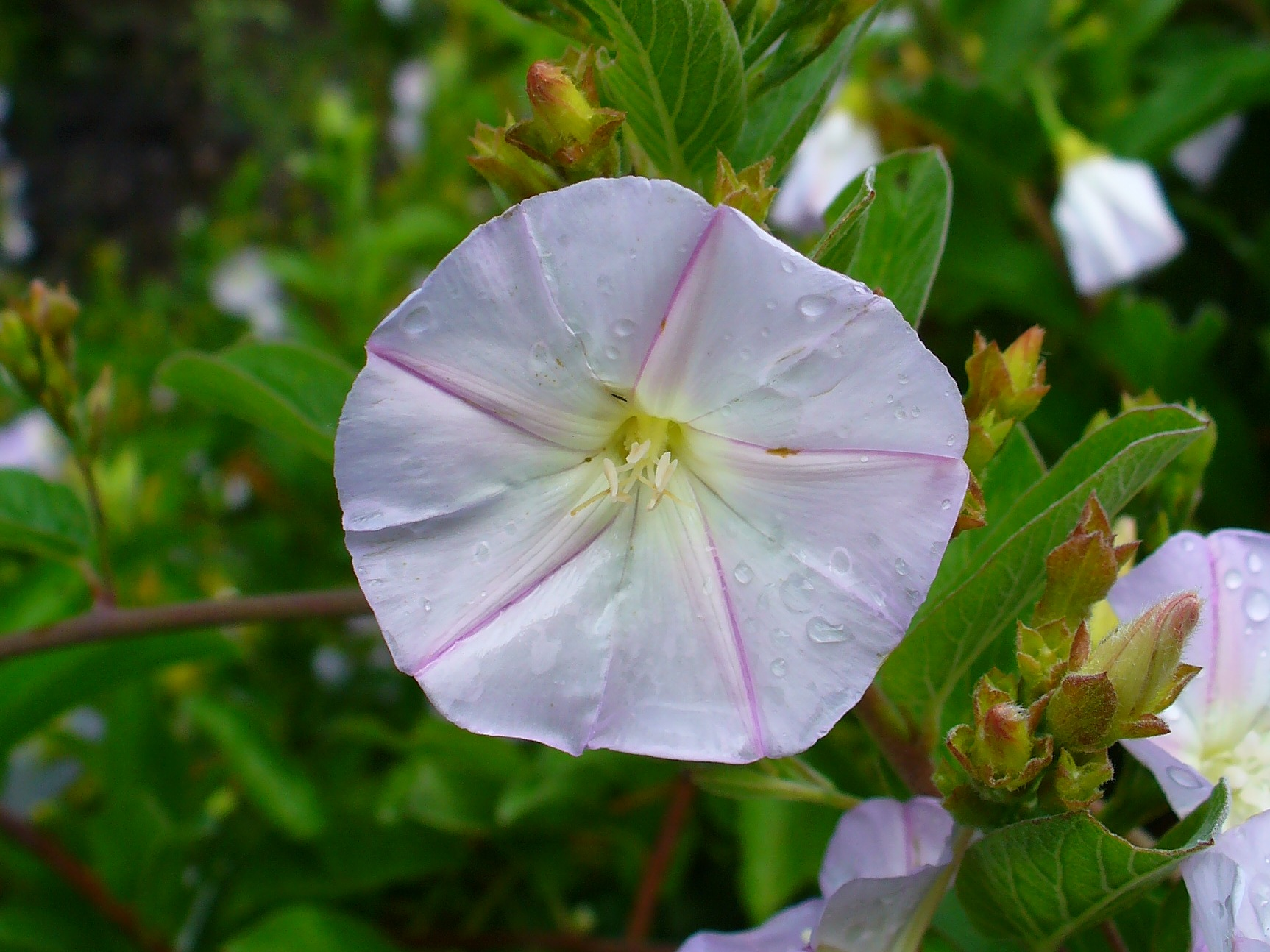
Fleur de Convolvulus canariensis.

Convolvulus canariensis est une liane ou un arbuste pouvant grandir jusqu’à 10 mètres. Les tiges anciennes sont ligneuses à écorce brune, et les jeunes tiges sont villeuses. Les feuilles, pétiolées, mesurant 4-10 × 2-5 cm, sont ovales à oblongues-ovales, aiguës, entières, cordées à la base, densément villeuses, les nervures sont proéminentes sur la face inférieure. Les pétioles mesurent 1 à 1,5 cm. Les fleurs sont groupées en inflorescences de 3 à 7 fleurs, en cymes axillaires et pédonculées. Les pédoncules mesurent environ 2,5 à 3,5 cm, les bractéoles sont linéaires et acuminées. Les pédicelles mesurent 5 à 18 mm. Les sépales de 8 × 4 mm sont elliptiques-rhomboïdes, apiculés et pileux. Les sépales internes sont à bords glabres et membraneux. La corolle, de 1,8-2,2 cm de long, est bleu pâle avec un centre blanc, non lobée, bandes médiopétalaires sont pileuses. Les filaments sont glandulaires. L’ovaire est peu pileux à l'apex. Le style est glabre, divisé 3-4 mm au-dessus de la base. Les stigmates mesurent environ 4 mm. La capsule est glabre. Les graines sont lisses et glabres.

## Taxinomie
Convolvulus canariensis a été nommé par Carl von Linné en 1753 dans Species plantarum.
Convolvulus canariensis a pour synonymes : 
- synonymes homotypiques :
  - Convolvulus pallidus Salisb., Prodr. Stirp. Chap. Allerton: 123 (1796), nom. superfl.
  - Nemostima canariensis (L.) Raf., Fl. Tellur. 4: 82 (1838).
- synonymes hétérotypiques :
  - Convolvulus pannifolius Salisb., Parad. Lond.: t. 20 (1805).
  - Periphas pannifolius (Salisb.) Raf., Fl. Tellur. 4: 85 (1838).
  - Convolvulus bourgaei Bolle, Bonplandia (Hannover) 9: 54 (1861).

Le lectotype a été désigné par Sa’ad en 1967: Herb. Linn. N° 218.17 (LINN).

## Répartition

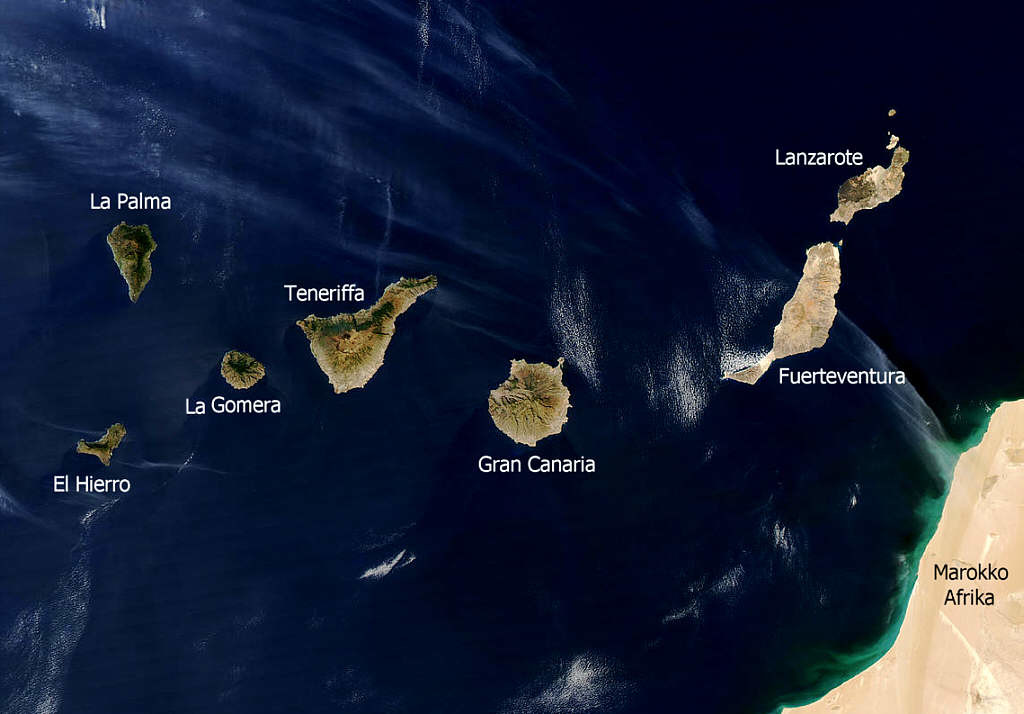
Image satellite légendée des îles Canaries.

Convolvulus canariensis est endémique des îles Canaries, en particulier sur les cinq îles les plus à l’ouest : Gran Canaria, Tenerife, La Palma, La Gomera et El Hierro.

## Écologie et habitat
Elle est commune dans les forêts de lauriers et autour des forêts de lauriers, entre 400 et 1000 mètres d’altitude.